# Попів Хутір
«Попів Хутір» — один з об'єктів природно-заповідного фонду Київської області, ландшафтний заказник місцевого значення.

## Історія та розташування
Заказник займає площу 80 га та знаходиться у підпорядкуванні Тетіївської міської ради. Займає балку, якою протікає безіменна ліва притока р. Росішки. На притоці є три ставки. Починається заказник від впадіння притоки в Росішку у 800 м від дороги О-102315 недалеко села Росішки. Балка йде 1,5 км на північний захід, потім повертає на захід. На північний захід продовжується відгалуження, яке не доходить до дороги Р-17 1,8 км.
Заказник оголошений рішенням 16 сесії ХХІ скликання Київської обласної ради народних депутатів від 10 березня 1994 р. та розширений рішенням 24 сесії Київської обласної ради V скликання від 02.04.2009 р. № 447-24-V.

## Опис
Схили балки переважно заліснені. Тут переважає середньовіковий порослевий грабовий ліс із участю дуба, осики, клена польового, ясена, липи, черешні. Багато цінних лікарських рослин.
Трапляються рідкісні види комах — махаон та стрічкарка блакитна, що занесені до Червоної книги України.

## Галерея

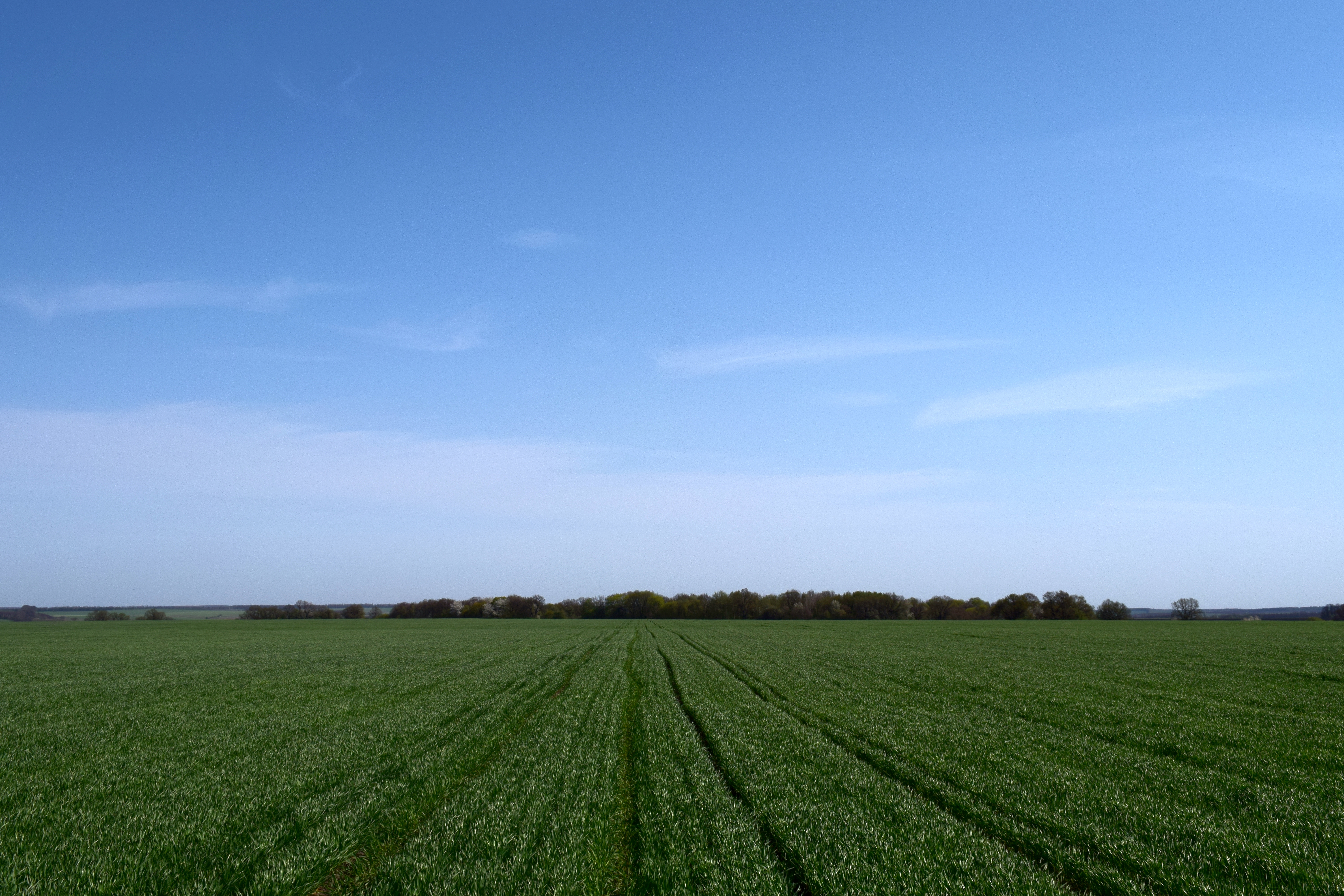
Вид на заказник з дороги Р-17
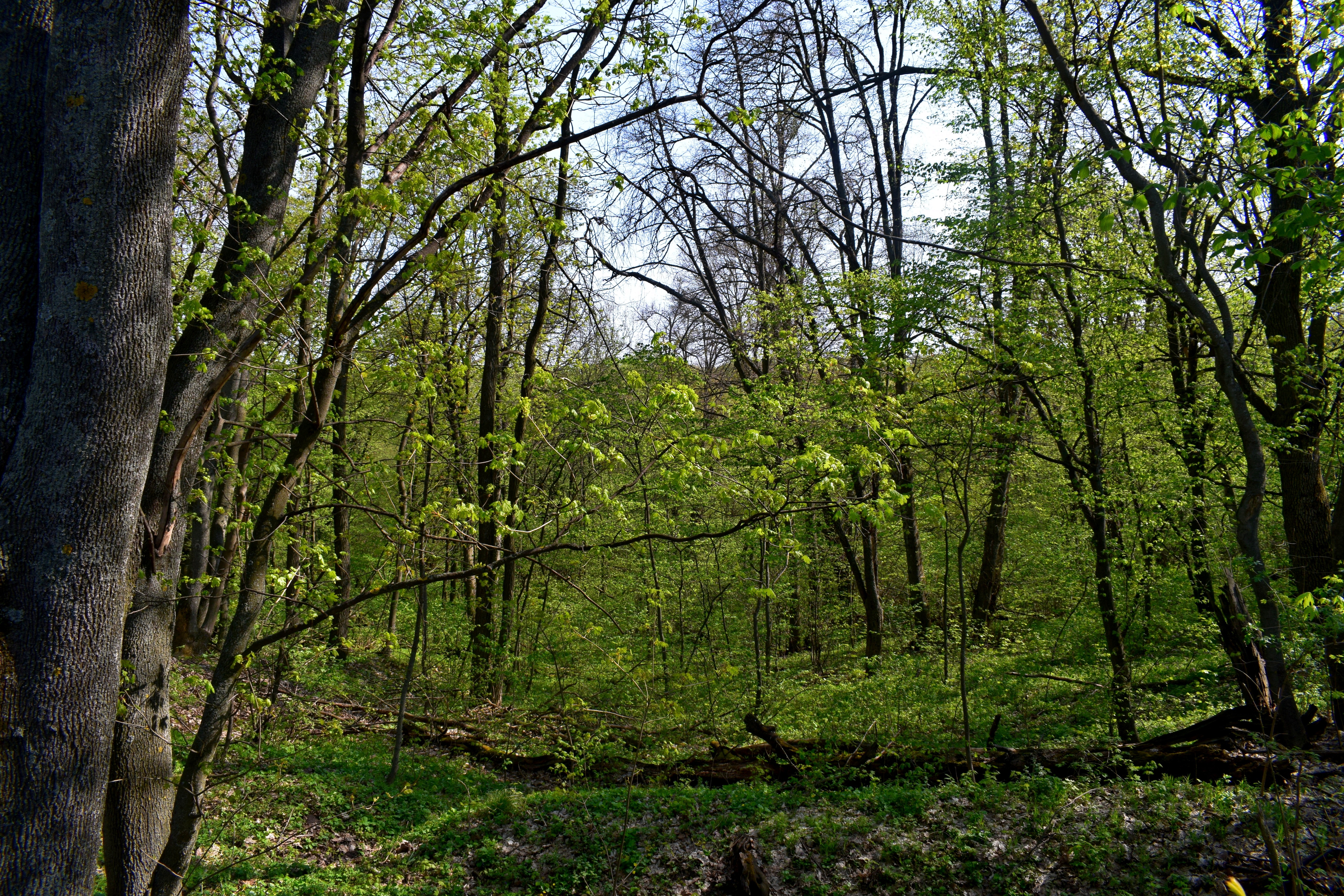
У лісі
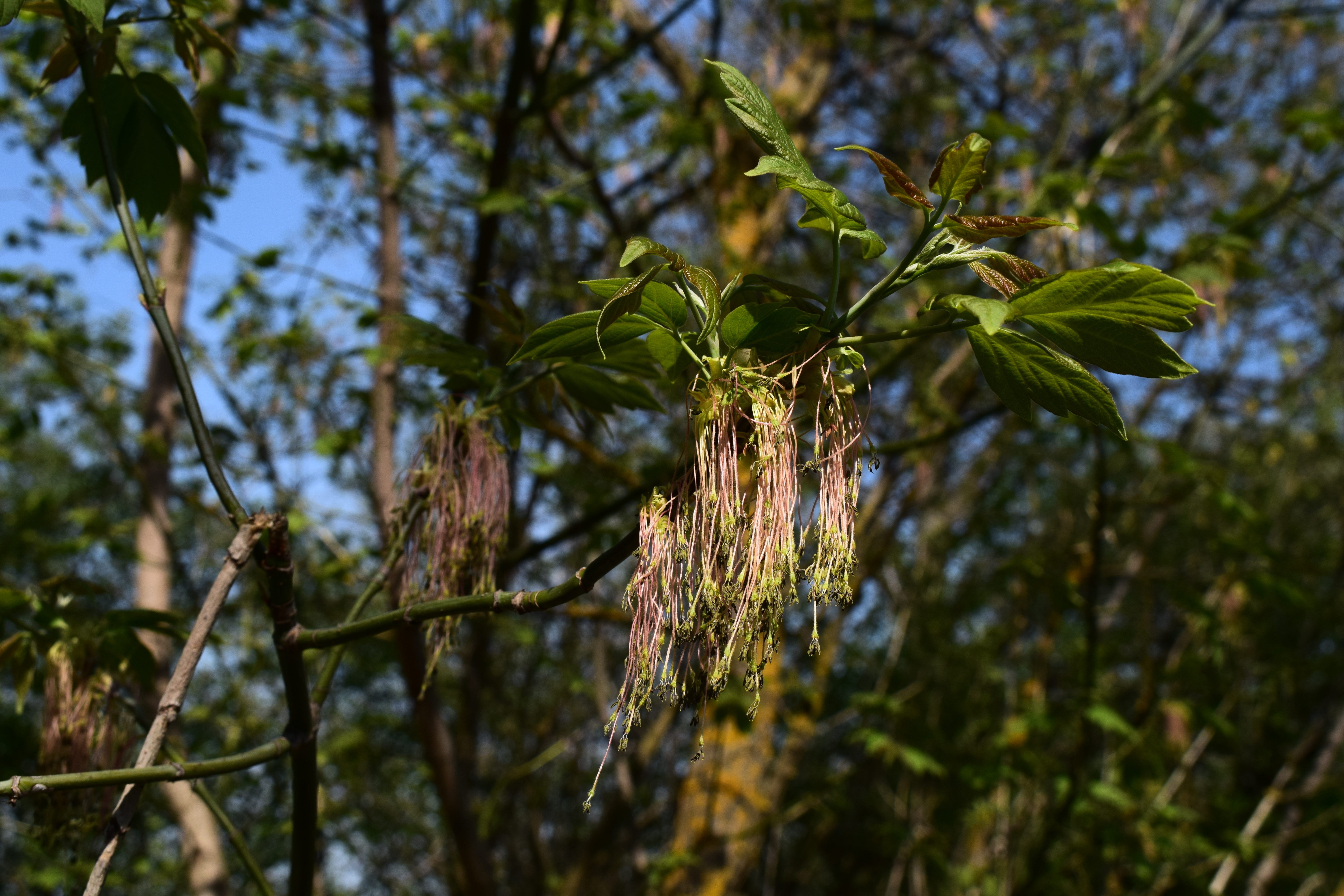
Клен ясенолистий
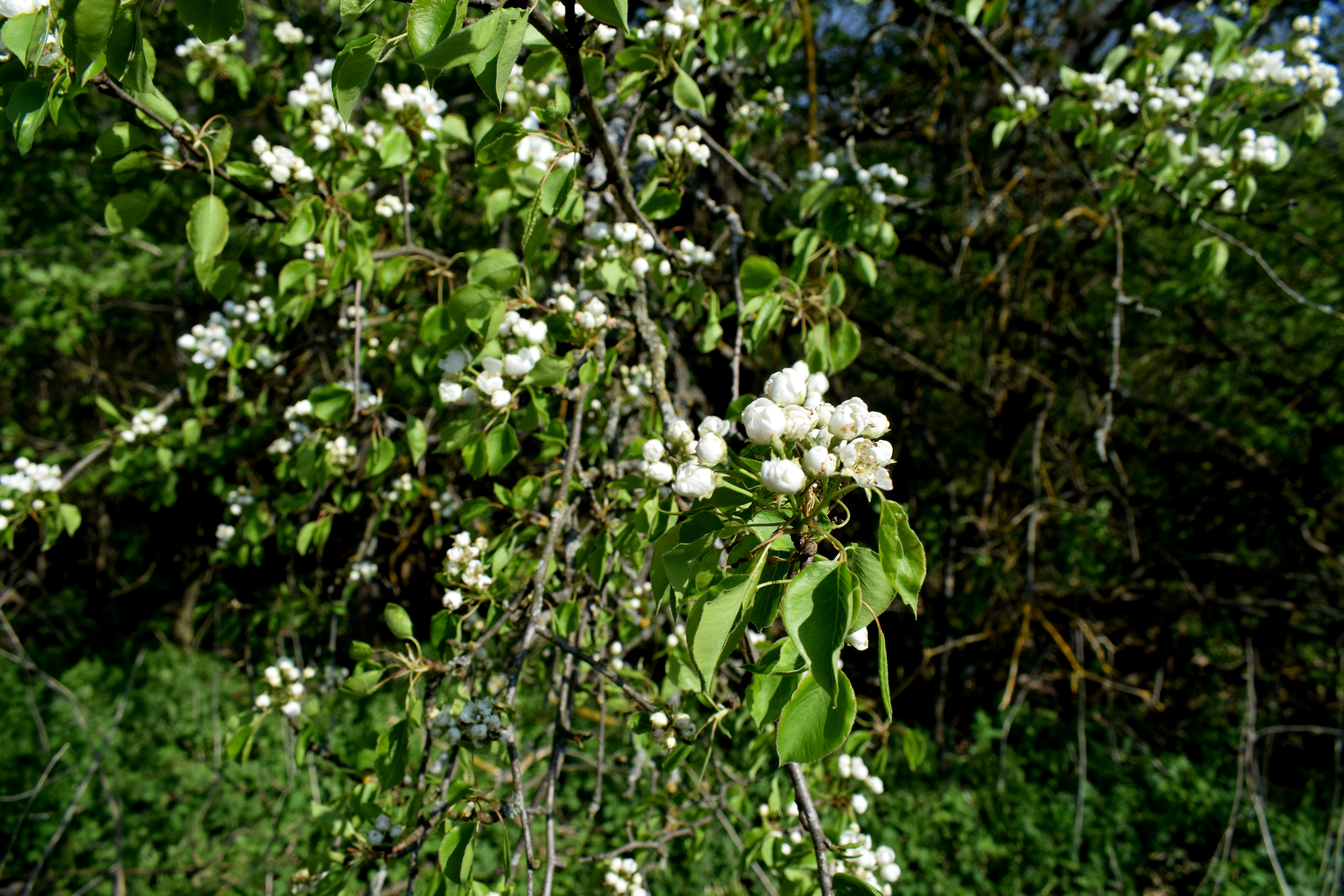
Груша
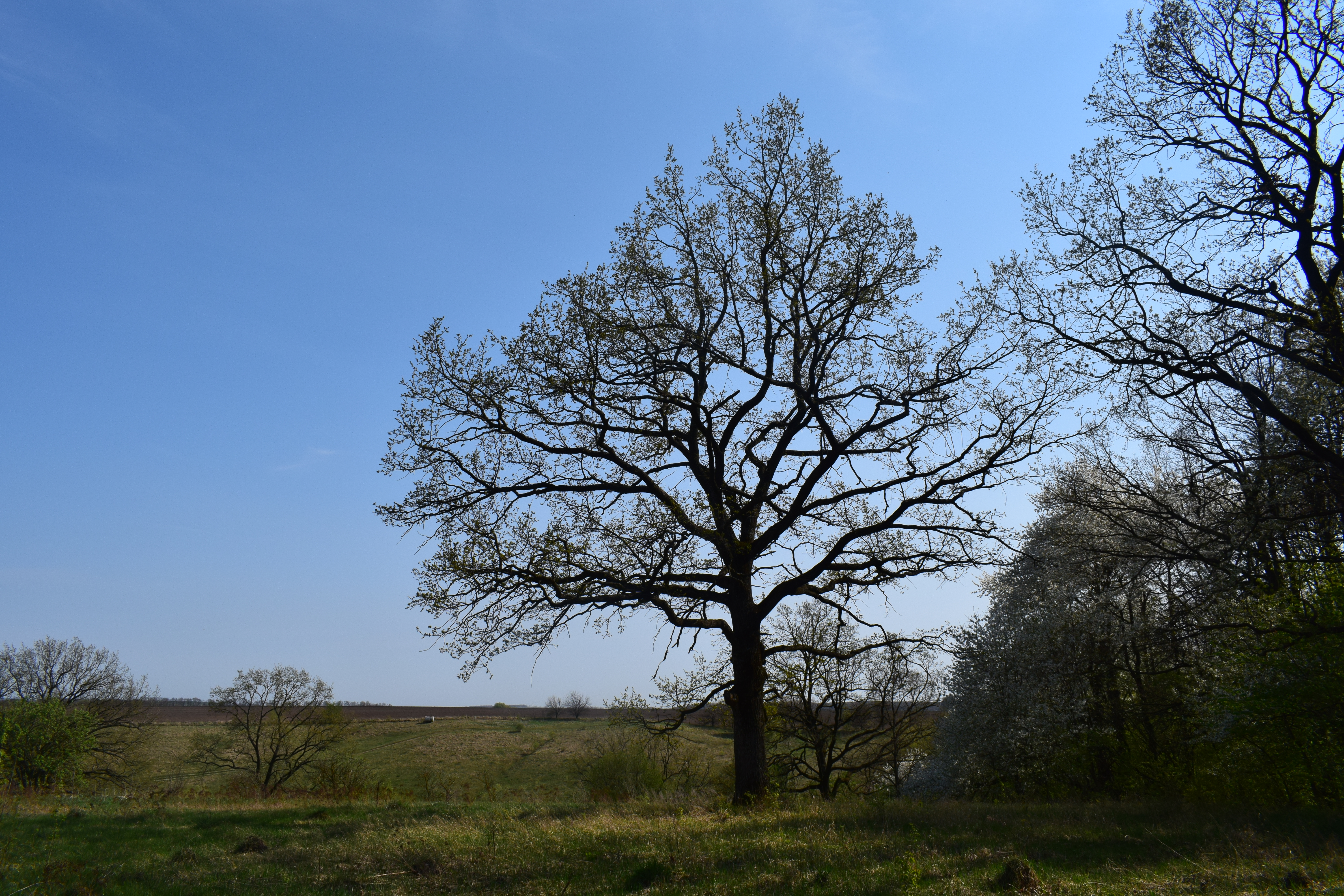
Дуб черешчатий
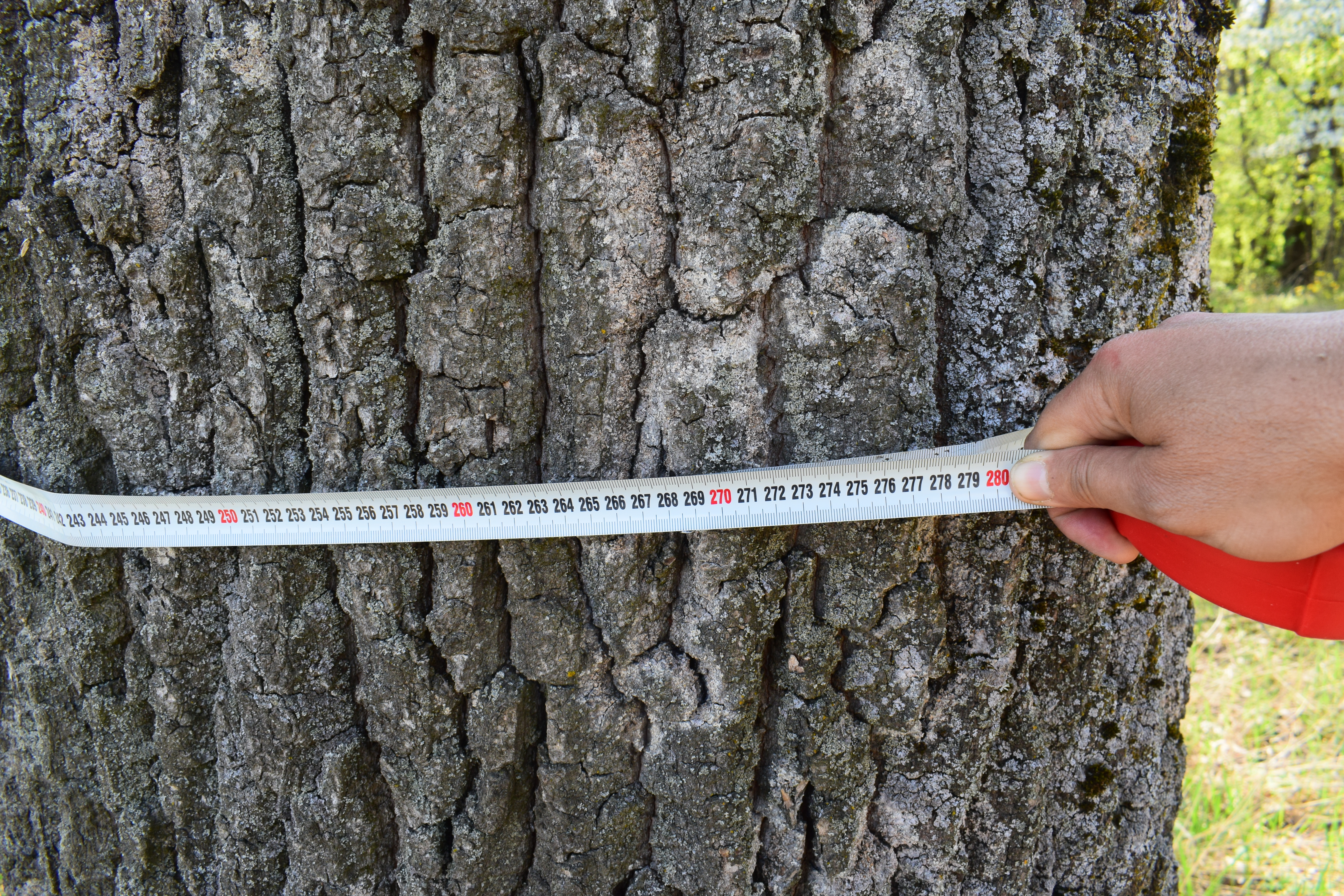
Обмір дуба